# Feruvit
Das Mineral Feruvit ist ein sehr seltenes Ringsilikat aus der Turmalingruppe mit der idealisierten chemischen Zusammensetzung CaFe2+3(Al5Mg)(Si6O18)(BO3)3(OH)3OH.
Feruvit kristallisiert mit trigonaler Symmetrie und bildet isometrische Kristalle von wenigen mm Durchmesser. Anhand äußerer Kennzeichen ist Feruvit nicht von anderen schwarzen Turmalinen zu unterscheiden. Im Dünnschliff zeigt dieser Turmalin einen starken Pleochroismus von dunkelbraun bis opak nach hellbraun. Wie alle Minerale der Turmalingruppe ist es pyroelektrisch und piezoelektrisch.
Das Mineral ist selten und nur in wenigen Fundorten zweifelsfrei nachgewiesen. Ca-Fe-Turmaline kristallisieren aus pegmatitischen Lösungen, die reich an Calcium und Eisen sind, aber kaum Fluor und Magnesium enthalten. Typlokalität sind von pegmatitischen Lösungen turmalinisierte basische Gesteine von Cuvier Island, Neuseeland.

## Etymologie und Geschichte
Die Turmalinite von Cuvier Island in Neuseeland wurden bereits von 1927 von P. G. Morgan vom New Zealand Geological Survey erwähnt und J. J. Reed hob 1963 ihre mögliche Bedeutung für die Entstehung der Gold-Silber-Quarzgänge der Coromandel Peninsula hervor. Chemische Analysen dieser Turmaline publizierte Philippa M. Black von der University of Auckland 1971. Eine dieser Analysen lag im Zusammensetzungsbereich von Feruvit. Diese ist auch die eisenreichste Uvitanalyse, die Pete J. Dunn und Mitarbeiter 1977 bei ihrer Beschreibung des Uvit aufführten, gefolgt von eisenreichen Uviten aus Pierreport im Bundesstaat New York.
Eine systematische Suche nach dem Eisen-Analog von Uvit unter Turmalinen verschiedener Fundorte führten Joel D. Grice und George W. Robinson vom National Museum of Natural Sciences in Ottawa 1989 durch. Fündig wurden sie nur bei den Turmalinen von Cuvier Island in Neuseeland. Nach seiner Zusammensetzung, dem Eisen-Analog von Uvit, wählten sie für den neuen Turmalin den Namen Feruvit.
Bis heute wurden nur wenige weitere Fundorte dokumentiert.

## Klassifikation
In der strukturellen Klassifikation der International Mineralogical Association (IMA) gehört Feruvit zusammen mit Uvit und Fluor-Uvit zur Untergruppe 1 der Calciumgruppe in der Turmalinobergruppe.
Die veraltete 8. Auflage der Mineralsystematik nach Strunz kennt den Feruvit noch nicht.
Im Lapis-Mineralienverzeichnis nach Stefan Weiß, das sich im Aufbau noch nach dieser alten Form der Systematik von Karl Hugo Strunz richtet, erhielt das Mineral die System- und Mineral-Nr. VIII/E.19-100. In der „Lapis-Systematik“ entspricht dies der Klasse der „Silikate“ und dort der Abteilung „Ringsilikate“, wo Feruvit zusammen mit Adachiit, Bosiit, Chrom-Dravit, Chromo-Alumino-Povondrait, Darrellhenryit, Dravit, Elbait, Fluor-Buergerit, Fluor-Dravit, Fluor-Elbait, Fluor-Liddicoatit, Fluor-Schörl, Fluor-Tsilaisit, Fluor-Uvit, Foitit, Lucchesiit, Luinait-(OH) (diskreditiert), Magnesio-Foitit, Maruyamait, Olenit, Oxy-Chrom-Dravit, Oxy-Dravit, Oxy-Foitit, Oxy-Schörl, Oxy-Vanadium-Dravit, Povondrait, Rossmanit, Schörl, Tsilaisit, Uvit, Vanadio-Oxy-Chrom-Dravit und Vanadio-Oxy-Dravit die „Turmalingruppe“ mit der Systemnummer VIII/E.19 bildet.
Die von der IMA bis 2009 aktualisierte 9. Auflage der Strunz’schen Mineralsystematik führt als Feruvit den Fluor-Feruvit in der Klasse 9 der „Silikate und Germanate“ und dort in der Abteilung C der „Ringsilikate“ auf. Der Feruvit mit (OH) auf der [W]-Position wird als Hydroxy-Feruvit mit Ferri-Feruvit, Ferri-Uvit, Fluor-Chromdravit, Fluor-Schörl, Fluor-Dravit, Fluor-Elbait, Fluor-Foitit, Fluor-Mg-Foitit, Fluor-Olenit, Fluor-Rossmanit, Hydroxy-Buergerit (heute Buergerit), Hydroxy-Liddicoatit (heute Liddicoatit), Hydroxy-Uvit (heute Uvit), Oxy-Chromdravit (heute Oxy-Chrom-Dravit), Oxy-Dravit, Oxy-Elbait (heute Darrellhenryit), Oxy-Ferri-Foitit, Oxy-Feruvit (heute Lucchesiit), Oxy-Foitit, Oxy-Liddicoatit, Oxy-Mg-Ferri-Foitit, Oxy-Mg-Foitit, Oxy-Rossmanit, Oxy-Schörl, Oxy-Uvit (heute Magnesio-Lucchesiit) noch zu den hypothetischen Endgliedern der „Turmalingruppe“ mit der System-Nr. 9.CK.05 gezählt.
Die vorwiegend im englischen Sprachraum gebräuchliche Systematik der Minerale nach Dana ordnet den Feruvit mit der Systemnummer 61.03b.01.04 in die Calciumhaltige Turmalin-Untergruppe (61.03b) der Ringsilikate: Sechserringe mit Boratgruppen, wo er mit Liddicoatit, Uvit (Fluor-Uvit) und Hydroxy-Uvit (Uvit) die „Liddicoatit-Untergruppe“ bildet.

## Chemismus
Feruvit ist das Fe2+-Analog von Uvit, OH-Analog von Lucchesiit bzw. das Calciumanalog von Schörl und hat die idealisierte Zusammensetzung [X]Ca[Y]Fe2+3[Z](Al5Mg)([T]Si6O18)(BO3)3[V](OH)3[W](OH), wobei [X], [Y], [Z], [T], [V] und [W] die Positionen in der Turmalinstruktur sind.
Für den Feruvit aus der Typlokalität wurde folgende empirische Zusammensetzung bestimmt:
- [X](Ca0,621Na0,39K0,01)[Y](Fe2+1,53Mg2+1,21Ti4+0,29Mn2+0,01)[Z](Al4,72Fe3+0,34Mg2+0,82Fe2+0,12)[[T](Si5,83Al0,10)O18](BO3)3[V][(OH)3][W](OH)

Feruvit bildet komplexe Mischkristalle, deren Zusammensetzung vorwiegend durch folgende Austauschreaktionen kontrolliert wird:
- [X]Ca2+ + [Y]Fe2+  + [Z]Mg2+ = [X]◻ + [Y]Al3+ + [Z]Al3+ (Foitit)[12]
- [X]Ca2+ + [Z]Mg2+ = [X]Na2+ + [Z]Al3+ (Schörl)[12][13]
- [Z]Mg2+ + [W](OH)− = [Z]Al3+ + [W]O2− (Lucchesiit)[12]
- [Y]Fe2+ = [Y]Mg2+ (Uvit)[13]

Die Titangehalte könnten ähnlich wie beim Dutrowit mit dem Ersatz eines dreiwertigen Kations durch Titan und zweiwertigen Eisen erklärt werden:
- [Y]Al3+ = [Y](Ti4+0,5 + Fe2+0,5)

## Kristallstruktur
Feruvit kristallisiert mit trigonaler Symmetrie in der Raumgruppe R3m (Raumgruppen-Nr. 160) mit 3 Formeleinheiten pro Elementarzelle. Die Gitterparameter des Feruvit aus der Typlokalität sind a = 16,012(2) Å, c = 7,245(2) Å.
Die Struktur ist die von Turmalin. Calcium (Ca2+) wird auf der von 9 Sauerstoffen umgebenen [X]-Position eingebaut und Silicium (Si4+) besetzt die tetraedrisch von 4 Sauerstoffionen umgebene T-Position. Eisen (Fe2+) sitzt oktaedrisch koordiniert vorwiegend auf der [Y]-Position und Aluminium (Al3+) auf der ebenfalls oktaedrisch koordinierten [Z]-Position, die es sich mit einem Magneliumion pro Formeleinheit teilt. Die Anionenpositionen [V] und [W] sind mit (OH)-Gruppen belegt.

## Bildung und Fundorte
Gebildet wird Feruvit bei der Umwandlung von Calcium-, Eisen- und Aluminium-reichen, meist basischen Gesteinen durch borreiche Lösungen.
In der Typlokalität, einem Turmalin-Pegmatit auf der Insel Cuvier Island, Neuseeland, bildet Feruvit dunkelbraune Kerne von zonierten Turmalinkristallen mit Einschlüssen von Chlorapatit, deren äußere Bereiche dravitische bis schorlomitische Zusammensetzungen haben. Weitere Begleitminerale sind Quarz, Mikroklin und Pyrit.
Im Liegenden der stratiformen SEDEX-Lagerstätte, die in der Sullivan Mine bei Kimberley in British Columbia, Kanada abgebaut wird, wurde brauner und selterer auch grüner oder blauer Feruvit in der Umgebung von gangförmigen Gabbrointrusionen gefunden. Er tritt hier in Quarz-Turmalin-Gängen auf oder zusammen mit Chlorit, Pyrrhotin oder Abit.
Ebenfalls in Kanada, im Red Cross Lake Pegmatitfeld in Manitoba tritt brauner und blauer Feruvit am Außenkontakt von Lepidolith-Pegmatiten mit metaandesitischen bis metabasaltischen Gesteinen auf. Begleitminerale sind hier Cäsium- und Rubidium-reicher Biotit, Muskowit, Epidot, Apatit, grossularreichen Granat, Titanit, Quarz, Calcit und Arsenopyrit.
In einem Vorkommen bei der Gemeinde Mirošov, nahe Strážek in Tschechien tritt natrium- und magnesiumreicher Feruvit in graphischen Turmalin-Quarz-Verwachsungen im zentralen Teil von amphibolführenden, einfach zonierten Pegmatiten auf, die in Kalksilikatgesteine eingedrungen sind. Begleitminerale sind hier Plagioklas, Quarz, Kalifeldspat, Amphibol (kaliumreiche Magnesio-Hornblende, Ferro-Hastingsit) sowie calciumreiche Schörl-Dravit-Mischkristalle und Lucchesiit.